# Вэнс, Зебулон
Зебулон Бэйрд Вэнс (англ. Zebulon Baird Vance; 13 мая 1830 — 14 апреля 1894) — американский политик и военный, сенатор США, 37-й и 43-й губернатор Северной Каролины, один из самых влиятельных политических лидеров эпохи Гражданской войны и послевоенного периода. Как политический лидер «Нового Юга» Вэнс выступал за ускоренную модернизацию экономики, расширение сети железных дорог, строительство школ и политику соглашения с Севером.

## Происхождение
Фамилия Вэнс считается происходящей из Нормандии и когда-то имела вид DeVaux. По одному из источников, нормандский дворянин Harold DeVaux имел трёх сыновей, Герберта, Рэндольфа и Роберта, которые участвовали в завоевании Англии в 1066 году, и стали основателями нескольких линий рода DeVaux в Норфолке, Камберленде и Нортгемптоншире. Первым в Вирджинии поселился Самуэль Вэнс, у которого примерно в 1745 году родился старший сын, Дэвид. Дэвид переехал в Северную Каролину около 1775 года, а в 1796 он вошёл в комиссию, которая маркировала границу между Северной Каролиной и Теннесси. Дэвид участвовал в Войне за независимость, сражался в звании капитана при Кингс-Маунтин, при Брандивейне и Джермантауне, зимовал в лагере Велли-Фордж, также участвовал в сражении при Рэмсурс-Милл и, вероятно, в сражении при Коупенсе.
Дэвид Вэнс сначала жил на реке Катоба, но затем переселился к Эшвилу, в округе Банком, и был делегатом от этого округа на Ассамблеях 1785, 1786 и 1891 года. Он умер в 1813 году. Его вторым сыном был Дэвид Вэнс Младший, который родился в 1792 году, в 1825 году женился на Майре Марагрет Бэйрд, дочери Зебулона Бэйрда. В этом браке родились Лаура-Генриетта (1826), Роберт Брэнк (1828), Зебулон Бэйрд (1830), Джеймс Ноэль (1833), Энн Иглуорт (1836), Сара Присцилла (1838), Дэвид Леонидас (1840) и Хана Мур (1842).

### Статьи
- Gordon B. McKinney. Zebulon Vance and His Reconstruction of the Civil War in North Carolina (англ.) // The North Carolina Historical Review. — North Carolina Office of Archives and History, 1998. — Vol. 75. — P. 69-85.